# 新修道院
熙笃会圣三修道院（Zisterzienserstift zur Heiligsten Dreifaltigkeit）简称新修道院（Stift Neukloster），是一座熙笃会修道院，位于奥地利维也纳新城，由腓特烈三世建立于1444年，1881年，新修道院放弃独立，与海利根克罗伊茨修道院（Stift Heiligenkreuz）合并。
1793年， 莫扎特 的《安魂曲》在修道院教堂首次演奏，其初衷是为瓦尔塞格伯爵已故的妻子做安魂弥撒。